# さんかくはぁと
『さんかくはぁと』はテレビ朝日系列で1995年1月9日～3月20日に月曜ドラマイン枠で放送されたテレビドラマ。

## 概要
主演の山本耕史がそのままの青年役と女装して女性役（女性役の時の声は別の女性声優（下記参照）がアテレコをしていた）の2役をしたことが話題になったコメディー作品。中でも人気（?）であった毎週のドラマ本編前と終了後の山本と室井滋のミニコーナーでは2人のコントや視聴者からのハガキを読むだけでなく、山本が出てきた熟語の意味（室井が言った「割愛（かつあい）」など）がわからなかったり、室井が諺にとても詳しいことなども紹介（?）されていた。
各放送回につけられたサブタイトルは過去の有名ドラマのタイトルから引用したものであり、そのパロディが演じられるのは番組開始冒頭の数分だけである。

## 登場人物
和田智雄・智美（2役）：山本耕史（智美に変身した時の声は氷上恭子が担当した）　
高校生。幼少時に郁子にいじめられていた事から女性恐怖症になる。智美は強気な性格。
七海郁子（ななみ いくこ）：永作博美
智雄の従姉妹。智雄が女嫌いになった原因。高校の交換留学制度でアメリカに行く事を目指しており、表向きには品行方正な女子生徒として振舞っているが、智雄に対しては幼少時と変わらずキツい態度を取る。
七海美智子（ななみ みちこ）：かとうれいこ
郁子の姉で、智雄の従姉妹。バツイチの出戻り。
木村麗（きむら うらら）：川合千春
智雄の彼女。郁子の友人。
森沢拓也：山本太郎
智雄の友人。智雄とは違い、スケベで女好き。智美に振られ、後、美智子に惚れる。
猿渡（さるわたり）先生：安達香代子
智雄と郁子と麗と拓也と佐代子のクラス担任の英語教師。大観のファンで大観の不倫相手。
三上佐代子：笹峰愛
郁子の友人。
七海大観（ななみ だいかん）：岡本信人
作家、美智子・郁子の父、初子の夫。
七海初子（ななみ はつこ）：あべ静江
美智子・郁子の母、大観の妻。
綾糀松子（あやのこうじ まつこ）：室井滋
七海家の住み込みの家政婦。
和田智雄・七海郁子・木村麗・森沢拓也・三上佐代子はすべて同じ高校の同じクラスで担任が猿渡。

## 主題歌
- EAST END×YURI「MAICCA〜まいっか」

## スタッフ
- 脚本：遠藤察男、吉野晃章
- 監督：多田羅敬二、佐藤健光、小中和哉、荒井光明
- 特殊メイク：藤原慎二
- 柔道指導：山岡淳二
- 技斗：東山茂幸
- 粘土アニメ：石田卓也
- ロケ協力：目白学園高等学校、目白学園女子短期大学、日本柔道整復専門学校
- プロデュース：多田羅敬二、岩城利明
- 制作：テレビ朝日、T's co.,ltd.

## サブタイトル
※全て他のドラマのタイトルをなぞったものとなっている。（　）は元となっているドラマ。
1. 渡る世間は女ばかり（渡る世間は鬼ばかり）
2. 家なき男（家なき子）
3. 従兄弟・失格（人間・失格）
4. ひとつ屋根の裏（ひとつ屋根の下）
5. 男女7人金物語（男女7人夏物語・男女7人秋物語）
6. 愛という名のチョコに（愛という名のもとに）
7. 101回目のノミネート（101回目のプロポーズ）
8. 東京アブストーリー（東京ラブストーリー）
9. ふぞろいの蜜柑たち（ふぞろいの林檎たち）
10. キスだらけの天使（傷だらけの天使）
11. 振り向けば奴がいる（振り返れば奴がいる）

## ネット局
| 放送対象地域  | 放送局           | 系列           | 備考               |
| ------------- | ---------------- | -------------- | ------------------ |
| 関東広域圏    | テレビ朝日       | テレビ朝日系列 | 制作局             |
| 北海道        | 北海道テレビ     | テレビ朝日系列 |                    |
| 青森県        | 青森朝日放送     | テレビ朝日系列 |                    |
| 宮城県        | 東日本放送       | テレビ朝日系列 |                    |
| 秋田県        | 秋田朝日放送     | テレビ朝日系列 |                    |
| 山形県        | 山形テレビ       | テレビ朝日系列 |                    |
| 福島県        | 福島放送         | テレビ朝日系列 |                    |
| 新潟県        | 新潟テレビ21     | テレビ朝日系列 |                    |
| 長野県        | 長野朝日放送     | テレビ朝日系列 |                    |
| 静岡県        | 静岡朝日テレビ   | テレビ朝日系列 |                    |
| 石川県        | 北陸朝日放送     | テレビ朝日系列 |                    |
| 中京広域圏    | 名古屋テレビ     | テレビ朝日系列 |                    |
| 近畿広域圏    | 朝日放送         | テレビ朝日系列 | 現・朝日放送テレビ |
| 広島県        | 広島ホームテレビ | テレビ朝日系列 |                    |
| 山口県        | 山口朝日放送     | テレビ朝日系列 |                    |
| 香川県 岡山県 | 瀬戸内海放送     | テレビ朝日系列 |                    |
| 福岡県        | 九州朝日放送     | テレビ朝日系列 |                    |
| 長崎県        | 長崎文化放送     | テレビ朝日系列 |                    |
| 熊本県        | 熊本朝日放送     | テレビ朝日系列 |                    |
| 大分県        | 大分朝日放送     | テレビ朝日系列 |                    |
| 鹿児島県      | 鹿児島放送       | テレビ朝日系列 |                    |

| テレビ朝日系 月曜ドラマ・イン               | テレビ朝日系 月曜ドラマ・イン             | テレビ朝日系 月曜ドラマ・イン          |
| 前番組                                      | 番組名                                    | 次番組                                 |
| ------------------------------------------- | ----------------------------------------- | -------------------------------------- |
| 東京大学物語 （ 1994年10月10日 - 12月19日） | さんかくはぁと （1995年1月9日 - 3月20日） | 最高の恋人 （1995年4月17日 - 6月26日） |